# Andrea Coali
Andrea Coali, né le 16 décembre 1992 à Trente, en Italie, est un joueur italien de volley-ball. Il mesure 2,01 m et joue central.

## Clubs
| Club                  | De        | À         |
| --------------------- | --------- | --------- |
| Trentino Volley       | 2011-2012 | 2011-2012 |
| Altotevere Volley     | 2012-2013 | 2012-2013 |
| Blu Volley Vérone     | 2013-2014 | 2013-2014 |
| Volley Bolzano        | 2014-2015 | 2014-2015 |
| Volley Garlasco       | 2015-2016 | 2015-2016 |
| Volley Bocconi Milano | 2016-2017 | 2016-2017 |
| VC Fentange           | 2017-2018 | ...       |

## Palmarès
- Championnat du Luxembourg de volley-ball masculin
  - Vainqueur : 2017-18

- Supercoupe d'Italie
  - Vainqueur : 2011